# Burgstall Falkenstein
Der Burgstall Falkenstein ist eine abgegangene Höhenburg auf einem 1050 m ü. NHN hohen Felsvorsprung (Falkenstein) oberhalb des sogenannten Kellerleitensteiges am Südhang des Kramers bei Garmisch-Partenkirchen im Landkreis Garmisch-Partenkirchen in Bayern. Die in einem Waldgebiet liegende Anlage wird als Bodendenkmal unter der Aktennummer D-1-8432-0012 im Bayernatlas als „Höhensiedlung vor- und frühgeschichtlicher Zeitstellung, u. a. der Bronzezeit, der Hallstattzeit und der späten römischen Kaiserzeit sowie Burgstall des hohen Mittelalters ("Falkenstein")“ geführt.

## Geschichte
Als Besitzer der im 13. Jahrhundert erwähnten Burganlage, bei der es sich vermutlich um ein Holzgebäude handelte, wird ein Ritter Swigger von Mindelberg genannt. Im 19. Jahrhundert sollen unterhalb des Falkensteins noch Reste von Ofenkacheln gefunden worden sein.